# Pfaffe Konrad

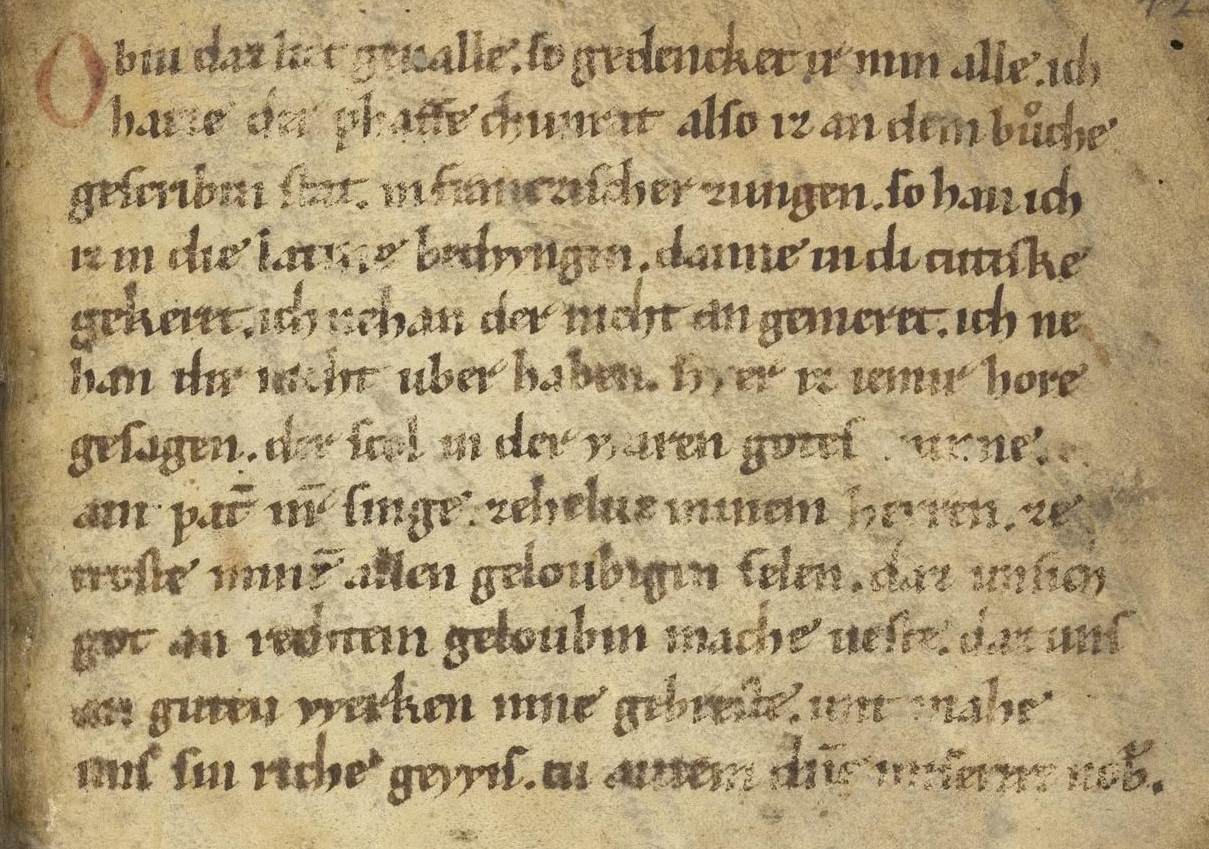
Epilog des Rolandslieds: „Ob iu daz liet gevalle. so gedencket ir min alle. ich haize der phaffe chunrat...“

Der Pfaffe Konrad (Mitte des 12. Jahrhunderts) war ein Dichter, der das Rolandslied in die mittelhochdeutsche Sprache übertrug.

## Leben
Über das Leben des Pfaffen Konrad ist nichts bekannt. Namentlich erwähnt ist er lediglich in einer Selbstvorstellung als Verfasser des Rolandslieds (um 1172): „ich haize der phaffe Chunrat“. Bei diesem frühhöfischen Versepos handelt es sich um eine Übersetzung bzw. Bearbeitung der altfranzösischen Chanson de Roland (um 1100), einer Chanson de geste.

## Werk
- Das Rolandslied des Pfaffen Konrad. Hrsg. von Carl Wesle, 3., durchges. Auflage, besorgt von Peter Wapnewski, Tübingen: Niemeyer, 1985, LVIII, 326 S.; ISBN 3-484-20169-X, Altdeutsche Textbibliothek; Nr. 69